# Триголовий м'яз плеча

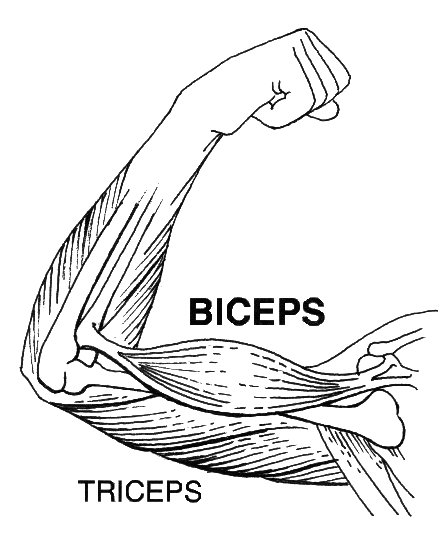

Довга головка позначена червоним, латеральна — жовтим, медіальна — зеленим

Триголовий м'яз плеча або три́цепс (лат. musculus triceps brachii) — належить до задньої групи м'язів плеча.                                                  М'яз починається трьома головками: довгою ( лат. caput longum) - від підсуглобового горбка лопатки, бічною ( caput laterale) - від зовнішньої поверхні плечової кістки вище від борозни променевого нерва, присередньою ( caput mediale) - від задньої поверхні плечової кістки нижче борозни променевого нерва. Бічна та присередня головки започатковуються також на міжм'язових перегородках плеча, відповідно, бічній та присередній. Довга головка знаходиться між малим та великим круглими м'язами і нижче середини плеча зливається у спільний для всіх головок сухожилок, який прикріплюється до ліктьового відростка ліктьової кістки.
Функція м'яза : довга головка розгинає та приводить плече, а м'яз у цілому - розгинає передпліччя. Функціональним антагоністом трицепса є біцепс.
Інервація:  променевий нерв
Кровопостачання : плечова артерія.